# Голлі-Лейк-Ранч (Техас)
Голлі-Лейк-Ранч (англ. Holly Lake Ranch) — переписна місцевість (CDP) в США, в окрузі Вуд штату Техас. Населення — 2951 особа (2020).

## Географія
Голлі-Лейк-Ранч розташоване за координатами 32°42′47″ пн. ш. 95°11′58″ зх. д. / 32.71306° пн. ш. 95.19944° зх. д. (32.713177, -95.199372).  За даними Бюро перепису населення США в 2010 році переписна місцевість мала площу 23,47 км², з яких 22,47 км² — суходіл та 1,00 км² — водойми.

## Демографія
Згідно з переписом 2010 року, у переписній місцевості мешкали 2774 особи в 1358 домогосподарствах у складі 1020 родин. Густота населення становила 118 осіб/км².  Було 1906 помешкань (81/км²).
Расовий склад населення:
| - 97,0 % — білих - 0,7 % — чорних або афроамериканців - 0,5 % — корінних американців - 0,4 % — азіатів - 0,1 % — вихідців з тихоокеанських островів |

До двох чи більше рас належало 1,0 %. Частка іспаномовних становила 2,5 % від усіх жителів.
За віковим діапазоном населення розподілялося таким чином: 10,6 % — особи молодші 18 років, 42,8 % — особи у віці 18—64 років, 46,6 % — особи у віці 65 років та старші. Медіана віку мешканця становила 63,6 року. На 100 осіб жіночої статі у переписній місцевості припадало 88,5 чоловіків;  на 100 жінок у віці від 18 років та старших — 88,0 чоловіків також старших 18 років.
Середній дохід на одне домашнє господарство  становив 69 896 доларів США (медіана — 56 821), а середній дохід на одну сім'ю — 75 638 доларів (медіана — 61 211). Медіана доходів становила 49 431 долар для чоловіків та 27 679 доларів для жінок. За межею бідності перебувало 5,4 % осіб, у тому числі 8,6 % дітей у віці до 18 років та 4,8 % осіб у віці 65 років та старших.
Цивільне працевлаштоване населення становило 904 особи. Основні галузі зайнятості: роздрібна торгівля — 24,7 %, освіта, охорона здоров'я та соціальна допомога — 14,8 %, будівництво — 10,0 %, науковці, спеціалісти, менеджери — 7,7 %.